# مز (خنج)
روستای مز یکی از بزرگ‌ترین و پرجمعیت‌ترین روستاها در شهرستان خنج، استان فارس می‌باشد، که در سر شماری سال ۲۰۲۱ جمعیت ان بین (۲۵۰۰ تا ۲۸۰۰) نفر سر شماری شده شده‌است.
این روستا در بهترین فصل خود یعنی زمستان و البته نیمه‌های فصل بهار به اوج زیبایی خود می‌رسد، که گردشگران و طبیعت گردان زیادی را جذب خود می‌کند.
روستای مز به دلیل داشتن بزگترین دشت در منطقه و زیباترین کوه که در این فصول پر از سبزه و گل و گیاه می‌شوند و وجود آبشارهای فصلی که بعد از بارش باران بر فراز رشته کوه مرتفعش می‌بارد، این روستا را متمایز و در جایگاه بالاتری در منطقه نبست به بقیه روستاها می‌کند.
و اما بارش‌های زمستانه اش حس خوب مطلوبی را در روستا ایجاد می‌کند، و گه گاهی مه و رنگین کمانها بعد از بارش روستا را تسخیر می‌کنند.
و اما در مقابل آن فصل گرم و خشک تابستانش که با باران‌های موسمی وحشتناکی همراه است که رعد و برق‌های خطرناک زیادی را به همراه دارد.
و همچنین این روستا در کوه پایه و در جایی واقع شده‌است که از نظر سیل به‌طور کامل در امان است.
دین مردم شهر مز اسلام و مذهب آنها شیعه می‌باشد.
اکثر مردم روستا شغل کشاورزی و باغداری و بنایی دارند، و البته هستند کسانی که مشاغل دیگری را برگزیده اند و بسیار موفق هم هستند.
جوانان این روستا در در کارهای ورزش و فرهنگی سرآمد هستند که اکثر آنها در رشته‌های فوتبال و والیبال بینظیر عمل می‌کنند که البته متأسفانه امکاناتی برای آنها وجود ندارد.
این روستا دارای سه مدرسه ابتدایی، و متوسطه اول پسرانه و متوسطه اول دخترانه می‌باشد، که دانش آموزانی خوش ذوق برای کسب یادگیری بیشتر دارد.